# Pierre Marie Joseph Salomon
Pierre Marie Joseph Salomon dit Dumesny, né le 17 janvier 1739 à Angoulême (Charente), mort le 1er décembre 1803 à Angoulême (Charente), est un général de la révolution française.

## États de service
Il entre en service le 10 octobre 1755, comme lieutenant dans le régiment de Mailly, et prit le surnom de Dumesny. il participe aux campagnes d’Allemagne de 1756 à 1762. Il est capitaine le 5 avril 1762, et il est réformé en 1763.
Le 4 août 1770, il est capitaine commandant la compagnie du lieutenant-colonel du régiment de Guyenne, il est nommé capitaine titulaire le 16 octobre 1771, et capitaine en second de la compagnie du lieutenant-colonel le 8 juin 1776. Le 30 janvier 1778, il est nommé capitaine commandant, et il est fait chevalier de Saint-Louis le 27 septembre 1781.
Le 6 novembre 1791, il est lieutenant-colonel au 90e régiment d’infanterie, puis au 54e régiment d’infanterie le 23 mars 1792, il est nommé colonel le 27 mai 1792, il prend le commandement d’Aaschen en décembre et il est blessé à la bataille de Neerwinden le 18 mars 1793.
Il est promu général de brigade provisoire à l’armée du Nord, par le général Dampierre le 7 avril 1793, il est confirmé dans son grade le 15 mai 1793, et il est suspendu le 27 septembre 1793, arrêté et conduit à la prison de l’Abbaye.
Le 22 août 1794, il est libéré et réintégré dans ses fonctions. Le 13 juin 1795, il est nommé général de division, et il rejoint l’Armée des côtes de Cherbourg le 7 décembre 1795. Le 22 septembre 1796, il commande la 14edivision militaire à Caen.
Le 25 novembre 1797, il est mis en congé de réforme, et il est admis à la retraite le 27 avril 1801.

## Sources
- (en) « Generals Who Served in the French Army during the Period 1789 - 1814: Eberle to Exelmans »
- La Revolution française: revue d'histoire contemporaine, 1893
- Thierry Pouliquen, « Les généraux français et étrangers ayant servis [sic] dans la Grande Armée » (consulté le 22 septembre 2013)
- Étienne Charavay, Correspondance général de Carnot, tome 3, imprimerie Nationale, 1887
- Georges Six, Dictionnaire biographique des généraux & amiraux français de la Révolution et de l'Empire (1792-1814) Paris : Librairie G. Saffroy, 1934, 2 vol.